# Scherpenseel (Übach-Palenberg)

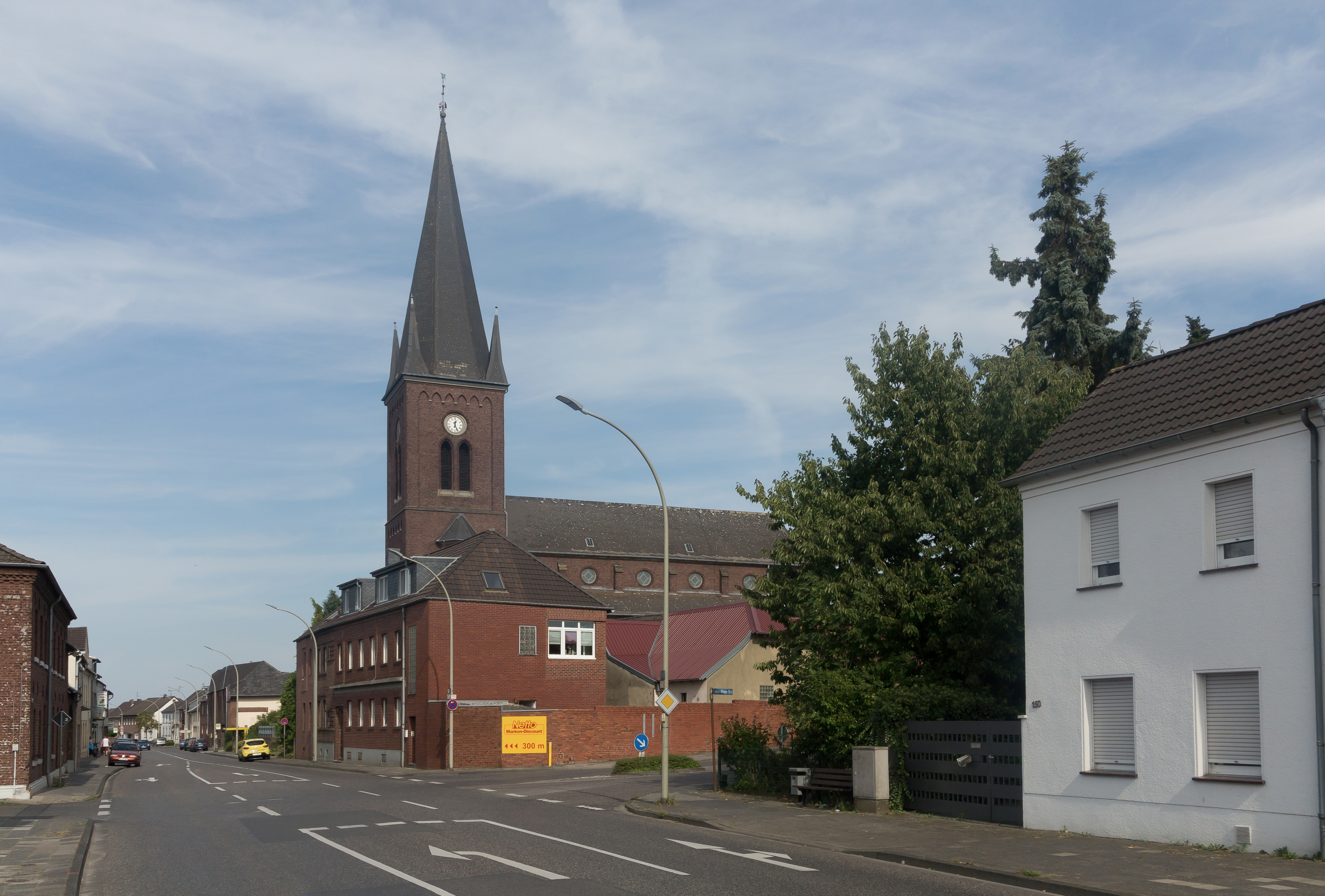
Scherpenseel, katholieke kerk in straatbeeld

Scherpenseel is een Duitse plaats (Ortsteil) in de gemeente Übach-Palenberg langs de L-42 tussen het Nederlandse Ubach over Worms en Teveren. Midden in het straatdorp kruist de L-225 (Scherpenseel – Marienberg – Palenberg – Übach – Boscheln – Baesweiler) de L-42. 
Het inwoneraantal bedroeg op 31 december 2019 1.991.
Scherpenseel heeft een katholieke basisschool, een kleuterschool en een manege. In het centrum bevindt zich de St. Mariä Himmelfahrt-kerk en aan de zuidkant ligt het voormalige douanekantoor.

## Geschiedenis
In 1794 werd de Franse Mairie "Scherpenseel" opgericht, die in 1815 aan Pruisen toeviel. In 1935 ontstond de gemeente Übach-Palenberg uit de samenvoeging van de Bürgermeistereien Scherpenseel, Übach en Frelenberg.

## Bezienswaardigheden
- De Onze-Lieve-Vrouw Hemelvaartkerk van 1892-1895. Neogotisch bakstenen basilicale kerk. De toren heeft een achtkante spits met vier hoektorentjes.

## Natuur en landschap
Scherpenseel is een langgerekt straatdorp langs de Heerlener Strasse, waarbij de straatweg geleidelijk stijgt van 109 meter tot 125 meter aan de Nederlandse grens. De omgeving wordt gekenmerkt door grootschalige landbouw op een leemplateau.

## Nabijgelegen kernen
Ubach over Worms, Marienberg, Frelenberg, Grotenrath, Teveren

## Burgemeesters van Scherpenseel
- 1815–1825: Arnold Hilgers
- 1825–1846: Johann Josef Schnitzler
- 1846–1849: Gottfried Schopen
- 1849–1852: Martin Speel sr.
- 1852–1888: Johann Peter Speel (zoon van Martin Speel sr.)
- 1888–1911: Martin Speel (zoon van Johann Peter Speel)
- 1911–1923: Karl Ruland
- 1923–1925: Gustav Hanssen
- 1925–1935: Franz Bott

Boscheln · Frelenberg · Holthausen · Marienberg · Palenberg · Rimburg · Scherpenseel · Siepenbusch · Stegh · Übach · Windhausen · Zweibrüggen

Kreis Heinsberg · Regierungsbezirk Keulen · Noordrijn-Westfalen